# 卸甲坪土家族乡
卸甲坪土家族乡是中华人民共和国湖北省荆州市松滋市下辖的一个民族乡。

## 行政区划
卸甲坪土家族乡下辖以下村级行政区划单位：
覃睦庄社区、卸甲坪村、曲尺河村、杨树坪村、天星堰村、黄林桥村、彭家沟村、横过山村和乌溪沟村。